# オブイェークト187
オブイェークト187(Объект 187)とは1980年代後半から1990年代中期にかけて開発されたソビエト連邦の試作主力戦車である。計画を取り巻く高レベルの機密保持のため、この車輛の開発作業がおおやけにされることは比較的少ないままとなっている。

## 設計
この戦車は最先端のシステムと構造上の手法を取り入れており、多くの従来的なソ連戦車の短所を無くしている。もともとのこの設計は、新しい戦闘車両を開発する前の、単なる急場しのぎの解決策を意図していた。オブイェークト187はオブイェークト188、つまりT-90と並行した計画である。
本車はT-72Bを基としており、これに大きく改良を施した砲塔を装備している。ことに注目すべき特徴としてはT-64の砲塔設計を拒否したことにある。再設計されたレイアウトは内部容積をより大きく奪ったものの、人間工学的に良い効果を挙げ、また傾斜装甲による防御にも良い効果を与えている。車体の先端部を延長したため、操縦手の乗車位置は低められており、彼の光学視察装置はT-64とその派生型に似ず、車体の天井部に取り付けられた。これは悪名高いT-64の設計上の弱点、砲塔と車体の間にある部位を改善している。同様の解決手法は、近代的な減口径徹甲弾に対し、もっと合理的な傾斜角度での装甲配置を可能としている。
従来型の鋳造砲塔ではなく、鋼製の均質圧延鋼装甲（RHA）を溶接して作った新規砲塔を装備した。オブイェークト187、オブイェークト188（T-90）と将来のT-80UDの溶接砲塔は、実質的に同時に作業が押し進められた。オブイェークト187の砲塔は印象的な外形寸法、ことに後部セクションのそれによって特徴づけられている。
煙幕とエアロゾルの展開のために902A「トゥーチャ」擲弾発射器が装備され、さらにシュノーケル装置も搭載されている。
エンジンと変速機は数種類のタイプが異なる改修を受けて試験されており、これにはガスタービンエンジンが含まれる。テストの成り行きの中で、動力源として最も有望であるのは1,200馬力のА-85-2エンジンである事が確かめられた。これはT-34と同じく長手方向に搭載されている。新しい下部構造と油圧式の緩衝機構は十分に機動性能を増強している。

### 主兵装
オブイェークト187の一部の試作車両は、試験中にT-80B用の125mm 2A46M滑腔砲を搭載した。とはいえこの戦車に予定されていた主兵装は弾道に改善の加えられた125mm 2A66滑腔砲（またはD-91Tで知られる）だった。戦車砲に加え、新しいウラニウム製弾芯の減口径徹甲弾であるAPFSDSが開発され、Anker-1およびAnker-2と呼称された。同様に新規のHEAT砲弾とGLATGMミサイルが開発された。2A66は2A46Mと異なる外観を持つ。砲口制退器は主に、ミサイル誘導システムのクリアな照準線を保持するために取り付けられた。また一方でこの装備は、より強化された新型砲の反動力を抑えた。より大きな弾頭と増量された推進薬を収めるため、薬室容量が増えたことで砲身が延長されている。本車は当時で最も先進的な射撃管制装置を装備していた。1990年代後半から、類似の装備が戦車に広く搭載されはじめている。

2A66は2A46Mを基とし、2A26砲と新世代の2A82滑腔砲の間の過渡的なバージョンであった。125mm オブイェークト785はもっと時期の早い1970年代後半に登場したが、2A82砲はこれに載せられて試験を受けている。さらにオブイェークト785は130mmライフル砲を載せてテストしている。オブイェークト187がまだ開発作業中である一方、さらに別の試作車両も作業進行中であった。これはオブイェークト292で、さらに強力な152.4mmライフル砲で武装していた。主に武装の強化のための同様の計画が西側諸国にも存在している。オブイェークト187の数年前にアメリカ合衆国ではCATTBというM1エイブラムスの派生型を開発し、これは140mm砲を載せていた。数年後、西ドイツではレオパルト2-140を開発し、これもまた140mm砲を搭載している。後にスイスはPz 87-140を開発、140mm砲を載せて追加装甲を装備した。こうした計画での強化は主に武装に限定されたが、しかし一方でオブイェークト187は防御に極度に焦点を当て、今日でさえ全ての第3世代戦車に卓越している。とはいえ新世代の戦車は冷戦期の開発品を組み合わせるか、それに優越する可能性がある。中華人民共和国のType 99KMは優越性の一例で、新世代の運動エネルギー砲弾を射撃できる強力な125mm砲、もしくは精密な誘導ミサイルで武装し、さらにより効果的なアクティブ防護システムを採用している。ロシア製のT-95の試作車両は、他の将来予想される大方の設計案では対抗できないレベルの火力を保有する。これは極度に強力な152mm滑腔砲、そして30mm同軸機関砲を含んでいる。

### 装甲
オブイェークト187は砲塔と車体前面に複合装甲を使用している。また戦車の残余部分にはRHAを用いている。受動的な装甲は、レリークトERAの試作版であるマラヒート爆発反応装甲、そしてシュトーラアクティブ防護システムにより増強されている。本車はまた、核兵器（放射線）・生物兵器・化学兵器からの防護システムを備える。
装甲が物理的に達成する最大厚は950mmである。これはセラミックス、高密度のウラン合金など特殊な素材で構成されている可能性がある。

## 開発経緯
1986年6月19日付で指示されたT-72B改修計画の下、本車の作業はウラル設計局・輸送機械製造により行われた。これが次世代型の開発と受け止められた後、ウラル車両工場で造られた以前の主力戦車群と軌を同じくせず、本車は要求仕様を満たすよう設計されている。オブイェークト187は、3つのシリーズの中で様々な試作車両が作られた。各シリーズは以前のものと大きく異なり、戦車の進化を明らかに実証している。内装の差異はより小さい。
第1の改修型は機関を840馬力エンジンへ変更した。この戦車はコンタークト5爆発反応装甲を装備した。トライアルの後にこの改修型は解体され、車体は第3の改修型に用いられた。後、パワープラントが丸ごとオブイェークト188（T-90）に転用されている。
1,000馬力エンジンが第2の改修型に搭載された。トライアルでは現用兵器に対する高いレベルでの防御性能を示した。第1および第2シリーズの試作車は、将来のT-90に最も外観が近かった。
第3の改修型は、構造的な欠陥の可能性を考え、もともとから多様な実験を試す意図があった。本車に完全な艤装が施されたことはない。第1や第2の試作車シリーズには似ず、第3のシリーズは各個に40mmの厚みを持つ均質圧延鋼板を溶接して作った砲塔を搭載した。砲塔はT-90S/SA/Aの装備するものに酷似している。低められた操縦手の配置などと共に、これら車両の砲塔設計は、後に第3シリーズの試作車両のそれを基礎とした。本車はもともと1,000馬力のエンジンを搭載したが、油圧式緩衝装置の変更に対応し、実験的にT-80U用の1,250馬力のガスタービンエンジンと変速装置を搭載した。またそうした措置の結果はトライアルに送られた。トライアルではディーゼルエンジンがガスタービンエンジンに優越することを示した。オブイェークト187の試作車両は、対核攻撃防御のため、アルザマス-16核施設にて複合試験を受けることとなった。この戦車はコンタークト5爆発反応装甲を搭載していた。
第4の改修型試作車は、エンジンと変速機が変更される前の第3シリーズの車両と同じである。これには新規でより大きい溶接砲塔が載せられた。この改修型には1,200馬力のА-85-2エンジンが装備された。また本車には新しいマラヒート爆発反応装甲が付けられており、プレートの部分には充分に重たいチタニウム材が使われた。これは現在のレリークトの試作版であった。
第5および第6の改修型は最も先進的であった。これらの間の相違は変速機にある。第5のものは機械式変速機を、一方で第6のものは流体変速機を用いた。両方とも1,200馬力のА-85-2エンジンを搭載している。車体前部は寸法をさらにもっと増しており、形状を変えている。砲塔の装甲防御能力は大きく改善され、その寸度も増大して全幅が3.12mとなった。これは爆発反応装甲を除いた数値である。ソ連戦車の溶接砲塔の中では最も幅広い後部を持つ。こうした改修型は、第4の改修型と同じくマラヒート爆発反応装甲を備えた。ただし、プレートはチタニウム材の代わりに鋼板で作られている。

### その後
ウラル車両工場はこの戦車の制式化のために甚大な努力を引き受けていたものの、最終的に高い戦闘能力と戦術的な可能性を証明したとはいえ、2A46の旧式化した弾薬が2A66で再使用できずにコストがひどく高くなることを理由の1つとし、本車が制式化されることはなかった。代わりに好まれた計画はオブイェークト188（T-90）である。これはT-72Bの車体と少々のオブイェークト187のシステムを共存させたものであった。設計主任のウラジーミル・イワノビッチ・ポトキンの言によれば、オブイェークト187がソ連戦車の系列車両全ての設計と生産の出発点になるべきであり、また、より先進的で強力な戦車の基礎として就役すべきであったとしている。
今日でさえこの戦車を取り巻く機密保持が残されている。本車についての技術データはおおよそが推定されている。未公開ながら、ウラル設計局・輸送機械製造の敷地に、オブイェークト187のモデルNo.6の縮尺模型が残されている。この模型は勤務員たちによって作られ、保管展示のためにウラル車両工場の博物館に送られる可能性がある。ウラル車両工場の機甲博物館から出された、少なくとも1両のオブイェークト187を復元し展示するため譲渡を求める要請は退けられた。しかし、いくつかの情報によればクビンカ戦車博物館が残存車両の修理を実施し、公開作動展示の予定を立てている。